# Xylia
Xylia é um género botânico pertencente à família Fabaceae.